# Харун Осман Османоглу
Харун Осман Османоглу (тур. Harun Osman Omanoğlu; нар. 22 січня 1932, Дамаск, Сирія) — 46-й глава османської династії з 18 січня 2021 року.

## Біографія
Народився 22 січня 1932 року в Дамаску (Сирія). Його батько шехзаде Мехмет Абдулкерім, а мати Німет Ханим. У нього був старший рідний брат Дюндар (1930—2021). Сім'я, яка жила за кордоном протягом довгих років вигнання, приїхала в Стамбул з Дамаска в 1974 році, відразу після того, як членам династії, було дозволено повернутися на батьківщину. Він одружений з Фарізет Ханим (1947), від якої у нього двоє синів і одна дочка: Орхан (1963), шехзаде Абдул-Хамід (1979) і Нурхан-Султан (1973).
З 18 січня 2021 року став головою Османської династій після смерті старшого брата Дюндара Алі.